# Sant Joan Despí
Sant Joan Despí (auf Spanisch San Juan Despí) ist eine katalanische Stadt in der Provinz Barcelona im Nordosten Spaniens. Sie liegt in der Comarca Baix Llobregat und gehört zur Metropolregion Àrea Metropolitana de Barcelona.

## Kultur und Sehenswürdigkeiten

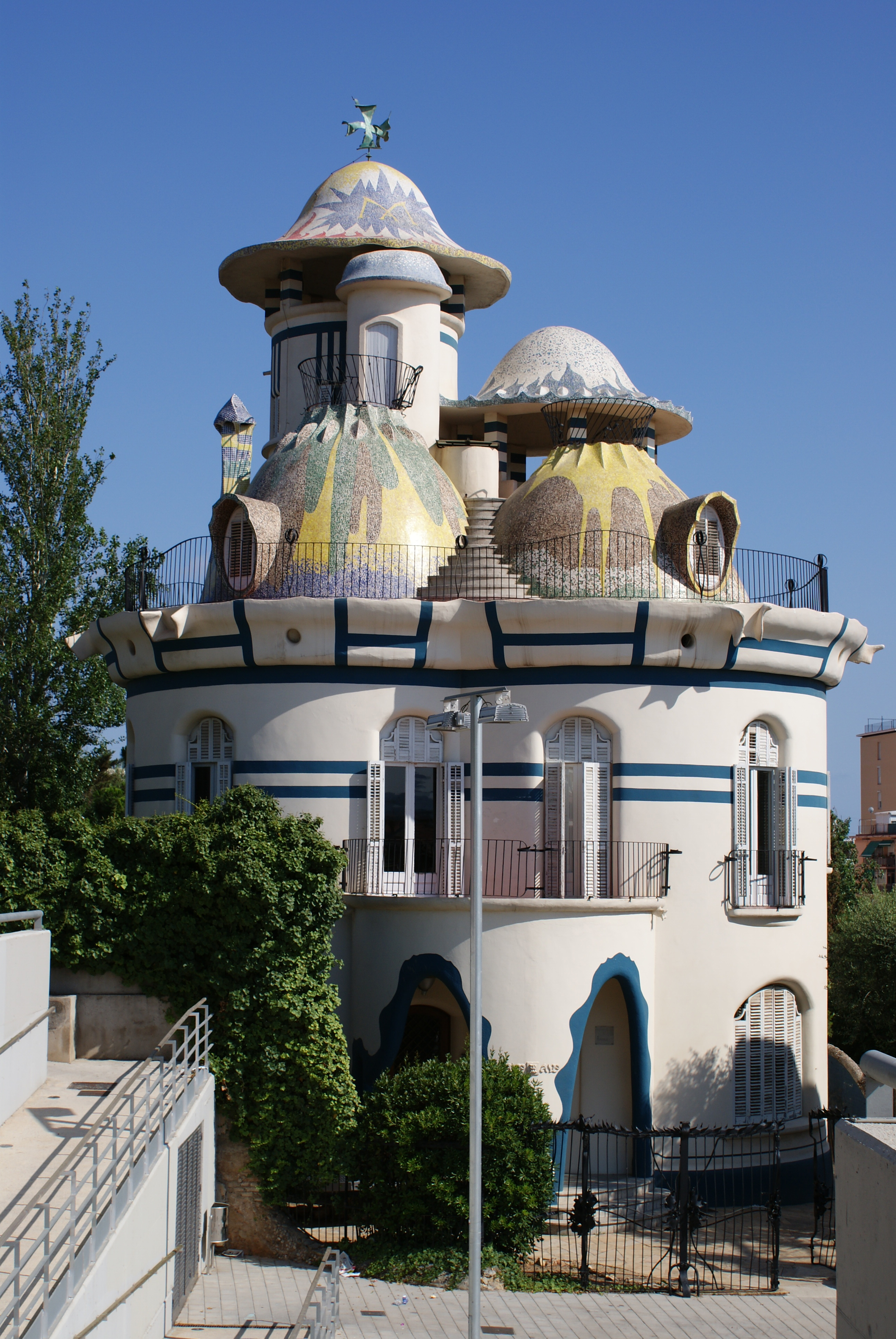
Das Haus „Torre de la Creu“, von Josep Maria Jujol, in Sant Joan Despí

Im Ort befinden sich eine Reihe interessanter modernistischer Bauwerke, unter anderem des katalanischen Architekten Josep Maria Jujol (1879–1949), der ein Schüler von Antoni Gaudí war. Hervorzuheben sind vor allem das ehemalige Rathaus, welches heute das Centre Jujol beherbergt und ein interessantes Kuppel-Bauwerk nahe dem Bahnhof.
Zudem befindet sich im Ort auch die Ciutat Esportiva Joan Gamper, das Sportzentrum des FC Barcelona.

## Söhne und Töchter der Stadt
- Pablo Maffeo (* 1997), Fußballspieler
- Elisabet Cesáreo (* 1999), Handballspielerin